# G.I. Blues (filme)
G.I. Blues (bra: Saudades de um Pracinha) é um filme estadunidense de  1960, o primeiro filme de Elvis Presley depois de servir ao exército.
A cena onde Elvis canta "Wooden Heart" acompanhado de uma marionete é considerada uma das mais bonitas da carreira de Elvis no cinema.

## Sinopse
Tulsa McLean é um soldado cujo maior sonho é ser dono de um "Night Club". Para conseguir o valor em dinheiro para que ele possa abrir o seu empreendimento, ele aceita participar de uma aposta, onde, na qual, ele deve passar uma noite com uma bailarina famosa no local, porém, os dois acabam se apaixonando.

## Elenco
- Elvis Presley: Tulsa McLean
- Juliet Prowse: Lili
- Robert Ivers: Cookie
- James Douglas: Rick

## Indicações

### Grammy Awards
- 1961 - Indicado como melhor trilha sonora para filme de cinema ou televisão;

### Laurel Awards
- 1961 - Indicado como melhor musical;

### Writers Guild of America
- 1961 - Indicado como melhor roteiro de musical americano (Edmund Beloin e Henry Garson);

## Avaliações
- 5/5 ou 10/10